# 模範議會
模範議會或稱模範國會（英語：Model Parliament）在英国历史上是指爱德华一世时期，1295年召開的英格兰議會。

## 前身
1265年1月，西蒙·德·蒙福爾依靠貴族集團的支持，戰勝國王之後，依照《大憲章》的條文，在倫敦西敏宮召集會議共商國事，史稱「西蒙議會」。除了教士、貴族代表之外，還納入了騎士和市民代表，它創立了英國議會的雛形，是英國議會的開端。

## 正式誕生
1295年，英王愛德華一世為籌集戰爭經費，與蘇格蘭、法國、威爾斯開戰，便召集議會。仿照1265年會議的的作法，出席議會的除了貴族、教士外，每郡有2名騎士代表，每個大城市有2名市民代表，約有400多名議員出席。這次會議首度有自由民被允許參與，具備了粗淺的「國民會議」內涵，此後，議會仿此例經常召開。這次議會被維多利亞時代的歷史學家威廉·斯塔布斯稱為「模範議會」，不過這樣的說法忽略了該次會議是一次緊急會議的事實。另外，值得注意的是，議會的主導權還是掌握在貴族手上，因此和現代意義的議會並不完全相同。